# Herman Ehrlich
Herman Ehrlich (Našice, 9. kolovoza 1836. – Zagreb, 23. listopada 1895.), poznati hrvatski građevinar-poduzetnik, otac poznatog hrvatskog arhitekta Huga Ehrlicha i slikarice Mire Klobučar.

## Životopis
Inženjer Herman Ehrlich je rođen 9. kolovoza 1836. u Našicama, u židovskoj obitelji. Iz prvog braka s Marijom Eisner-Ehrlich imao je sedmero djece, šest sinova i jednu kćer: Adolf, Ernest, Đuro, Hugo, Izidor, Mira i Pavao. Sa svojom drugom suprugom Rozalijom Singer-Ehrlich ima je dvojicu sinova, Adolfa i Kolomana. Od 1863. do 1874. godine, Ehrlich je uspješno vodio svoje poduzeće u rodnim Našicama. 1874. godine preselio se s obitelji u Zagreb. Ehrlich je gradio ceste po Slavoniji i Hrvatskoj, te mnoge vojne objekte, javne i privatne zgrade. Zbog solidnog poslovanja i kvalitetne izvedbe radova Ehrlichova je tvrtka bila tada jedna od poznatijih u Trojednoj Kraljevini Hrvatske, Slavonije i Dalmacije. Za hrvatsko vodno gospodarstvo tvrtka "Ehrlich" izvela je, između inih, radove na regulaciji rijeke Vuke i veći dio kanalizacijske mreže u Osijeku. Herman Ehrlich je umro u Zagrebu 23. listopada 1895. godine. Sahranjen je na Mirogoju.